# 2023年巴西三权广场遭冲击事件

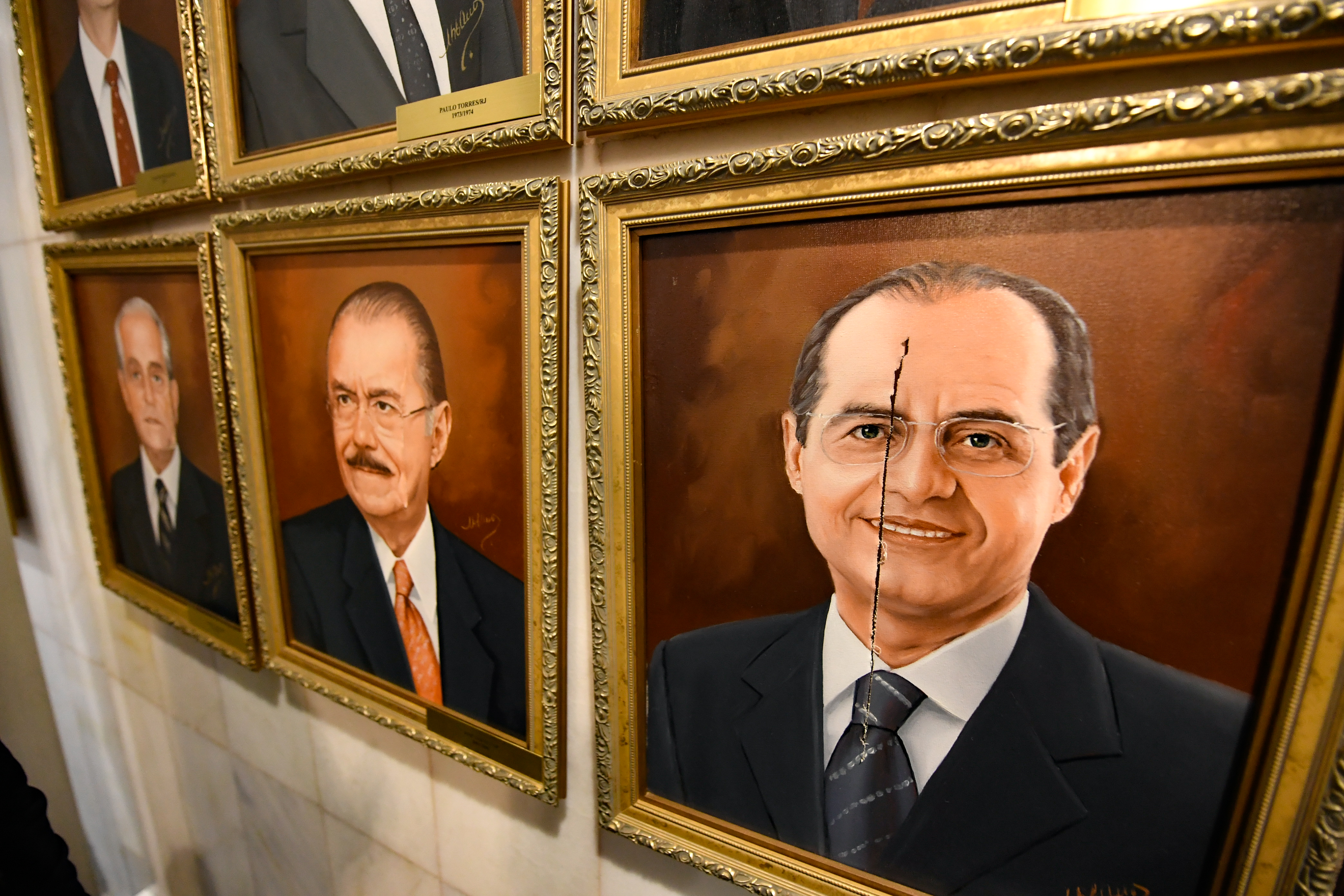
国会大楼主厅中，绘有历任参议院议长的肖像画廊遭到破坏

2023年1月8日，由于雅伊爾·博索納羅在2022年巴西大选中输给路易斯·伊纳西奥·卢拉·达席尔瓦，其支持者袭击位于巴西利亚三权广场的巴西最高院大楼、国会和普拉納托宮。参议院代议长维内齐亚诺·维塔尔·多雷戈证实抗议者冲入众院绿厅并试图入侵普拉納托宮。事件发生时，卢拉并不在场。
事件在卢拉就职一周后发生，博索纳罗的支持者已经在此前几周发动了多次暴动。巴西时间下午六时（UTC−03:00），卢拉宣布他已签署紧急状态令，有效期至一月底。据报道，最高院、国会和总统府在当晚已被清场。在总统卢拉下达干预令后，由于立法机关会期未到，使国会召开紧急会议并对干预令进行投票。
由于事件和2021年美国国会大厦袭击事件有相通之处，部分媒体将两件事情联系起来。巴西当地媒体《环球报》、《观察》杂志和《圣保罗页报》将事件定性为恐怖主义行为，《圣保罗州报》和西班牙《世界报》则称其为未遂政变。

## 背景
在雅伊尔·博索纳罗执政期间，其盟友及支持者扬言倘若博尔索纳罗败选，将发动与一六事件类似的暴动。而在2022年巴西大选后，巴西全国上下发生了多宗政治暴力、警察暴力及政治恐吓事件。博索纳罗的支持者利用社交媒体传播此次大选有关选举舞弊的谣言，煽动抗议者上街举事。
部分预备役人员意图在二轮选举前夕发动卡车司机罢工行动，而库里在2022年10月16日发表的一段视频即出于此目的。库里的罢工短片最初在几个Telegram上的博索纳罗群组广泛传播，几天后，这些群组的成员扬言在选举结束后堵塞道路。这些呼吁切断交通的言论在抖音国际版和YouTube上亦可见一斑。
2022年11月3日，卡车司机抗议未能奏效，不过博索纳罗的支持者开始驻扎在巴西武装力量设施附近。圣保罗、里约热内卢、巴西利亚、弗洛里亚诺波利斯、累西腓、萨尔瓦多等地的军事设施皆出現示威行动。部分支持者圖謀发动军事政变。
最终巴西法院于2022年12月12日承认路易斯·伊纳西奥·卢拉·达席尔瓦当选的事实，不久極右派博索纳罗激进支持者冲入位于巴西利亚的联邦警察总部并在一名抗议者因煽动暴力被捕后焚烧车辆，试图阻止卢拉宣誓就职。警方使用眩晕手榴弹和催淚彈驱散示威者。12月23日，警方阻止了一起即将发生在巴西利亚-儒塞利诺·库比契克总统国际机场的爆炸案并在次日逮捕犯罪嫌疑人。根据其证词，他的犯罪动机是博索纳罗对上次大选的完整性表示怀疑。在卢拉组阁后不久，博索纳罗的支持者还进行了多次袭击。
2023年1月2日，曾是博索纳罗政府的司法和公安部长安德森·托雷斯被指定为联邦区首席安全官员。然而，托雷斯于1月6日离开巴西，并于1月7日抵达美国佛州奥兰多，此时离暴动已经只剩下几个小时了，至于博索纳罗已在奧蘭多待了一周。

## 前奏
根据WhatsApp和Telegram小组上外泄的音频资料显示，冲击计划在2023年的第一周就已开始流传，而且暴動人員還試圖衝擊時规避警察。来自巴西各地的几个团体和社区租用巴士前往巴西利亚参与示威。推特、脸书和Instagram等社交媒体网站未对涉选举误导资讯进行管制，这意味着使用这些网站寻找相关信息的人极有可能获得错误资讯。
以总统路易斯·伊纳西奥·卢拉·达席尔瓦为领导的联邦政府业已得知暴徒的计划，但联邦区州长伊巴尼斯·罗查向政府保证局势可控。然而，罗查在2023年1月7日改变了原定安保安排，因此在暴动发生时只派出了一支小型安全特遣队。匿名政府官员告诉《华盛顿邮报》，将博索纳罗支持者运送到巴西利亚的公车费由十州捐助者承担，其中包括参与农业综合企业的捐助者。

## 过程
1月7日早上，全巴西各地的博索纳罗支持者乘坐100多辆大巴抵达巴西利亚，与在陆军总部门前扎营的200人会合，人数共计4000多人 。
1月8日中午，游行队伍从陆军总部出发，要求发动军事政变。当局派人驱赶示威者未果，遂加强戒备。巴西司法和公安部表示会在周内拆除示威者营地。示威者突破国会大楼附近防线，持棍棒与布防警方发生冲突，警方施放催泪弹和胡椒喷雾驱散。与此同时，部分宪兵被拍到对入侵者手下留情。示威者随后成功闯入巴西总统办公大楼普拉納托宮和巴西最高法院。
巴西联邦参议院代议长维内齐亚诺·维塔尔·多雷戈向CNN巴西确认，示威者设法入侵国会大楼。他表示示威者已爬上国会大楼的屋顶，而屋顶的下面有联邦参议院、众议院及众议院的绿色大厅。示威者尝试在大楼上方拉开一条绿黄相间的横幅，部分人士披上巴西帝国的旗帜。
随后示威者爬上国会大楼的斜坡，来到联邦最高法院大楼及普拉纳托宫，期间大肆破坏并袭击警察。巴西陆军抵达现场，两架直升机驱散人群。
现场有记者遭袭。《聖保羅頁報》摄影记者佩德罗·拉代拉（Pedro Ladeira）被示威者袭击抢劫，《都市报》、BandNews、O Tempo、法新社和路透社记者也被袭击，当中有人被推倒在地，所携带的器材被偷走或打烂。
事发时总统卢拉和博索纳罗都不在巴西利亚，卢拉在圣保罗的阿拉拉夸拉，博索纳罗在美国奥兰多。联邦区首长伊班尼斯·罗沙解除了联邦区安全部长安德森·托雷斯的职务，表示一定会采取所有措施平息纪念轴地区的“反民主暴动”。总检察长办公室表示已请求逮捕托雷斯。
晚上6点，总统卢拉表示已经签署法令，授权联邦政府干预巴西利亚的公共安全事务，行动持续至月底。此法令依据《巴西宪法》第3章第34条提出，原文是批准政府平息严重破坏公共秩序的行为。这是巴西总统第三次引用宪法第34条，前两次是特梅尔政府在里約熱內盧州和羅賴馬州使用。司法部执行秘书长里卡多·加西亚·卡佩利获任命为干预行动总指挥。行动期间，联邦区伊班尼斯·罗沙无法行使调动安全部队的权力。安全部队进场的几个小时后，巴西联邦区宪兵表示已开始清除大楼内的示威者。
截至晚上7点，安全部门在现场逮捕了150多人，其中至少30人是在联邦参议院内作案的现行犯。司法部长弗拉维奥·迪诺其后在新闻发布会中表示现行犯大约有200位，逮捕行动仍在进行中。他表示已经锁定示威者所乘坐大巴及其赞助人，目前正在调查中。联邦区首长伊班尼斯·罗沙表示有400多人被捕。
在和示威者对峙的时候，国家公安部队的一辆车掉进了纪念碑的倒影池。
示威者在现场大肆破坏，油画、椅子、桌子等贵重物品受损或被盗，巴西国徽和1988年宪法原本失窃。示威者还偷走了机构安全内阁的武器和文件。
事发几个小时后，联邦区宪兵宣布清场。在催泪弹和警棍的打击下，安全部队于当晚成功夺回国会。下午5点，安全部门夺回最高法院大楼，部分示威者仍在大楼停车站扎营。晚些时候，大批军人乘坐军用卡车抵达总统府，从后门伏击入侵者。示威者于晚上6点半离开，部分人被警方护送出门。晚上9点，司法部长弗拉维奥·迪诺宣布三栋大楼已清场完毕。
1月9日，警方开始清理巴西各地军事基地附近的抗议者营地。在警察支持下，军队拆除了巴西利亚陆军总部外的营地，逮捕了约1500人。

## 后续

### 毁坏和盗窃

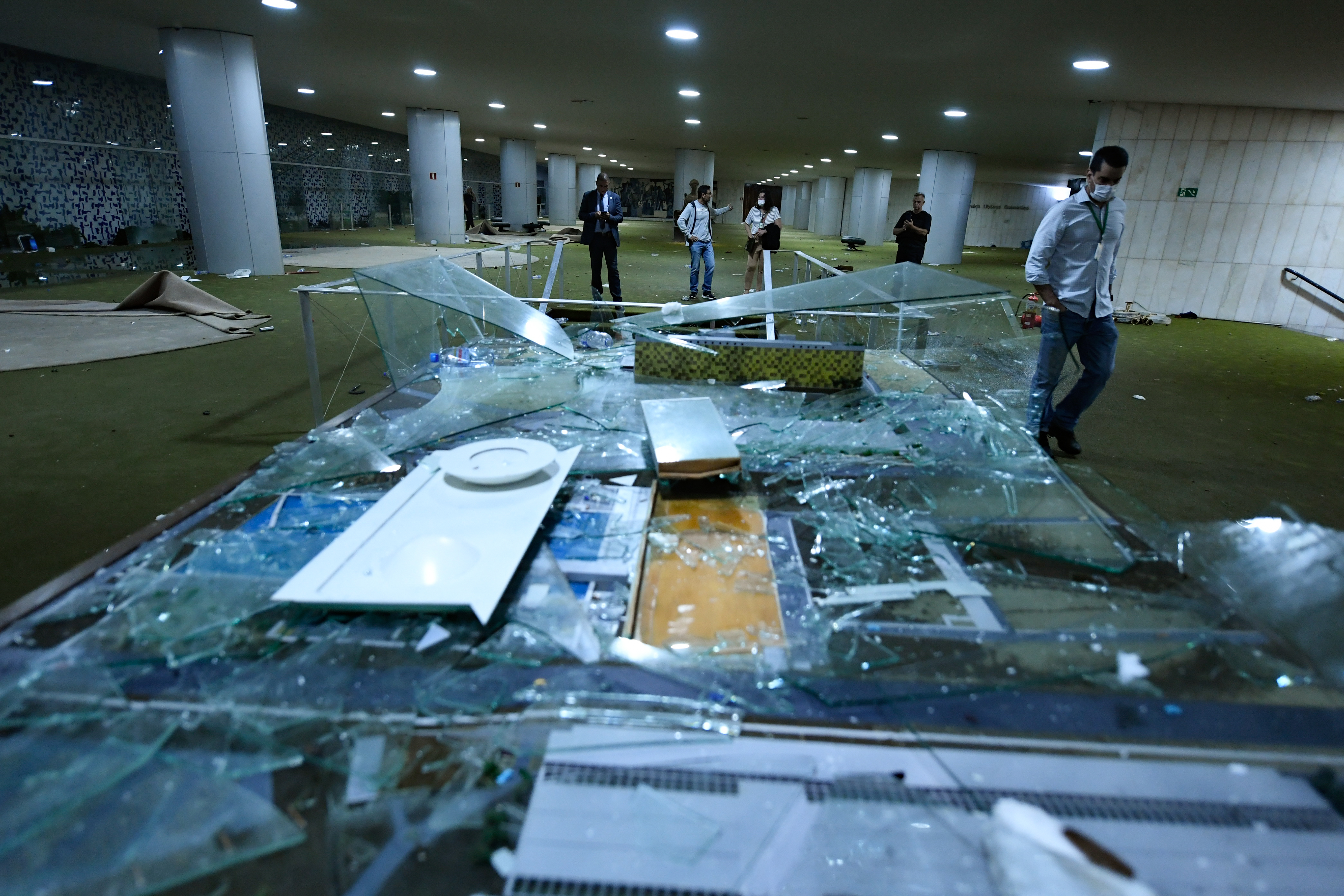
暴动后巴西国会的惨况

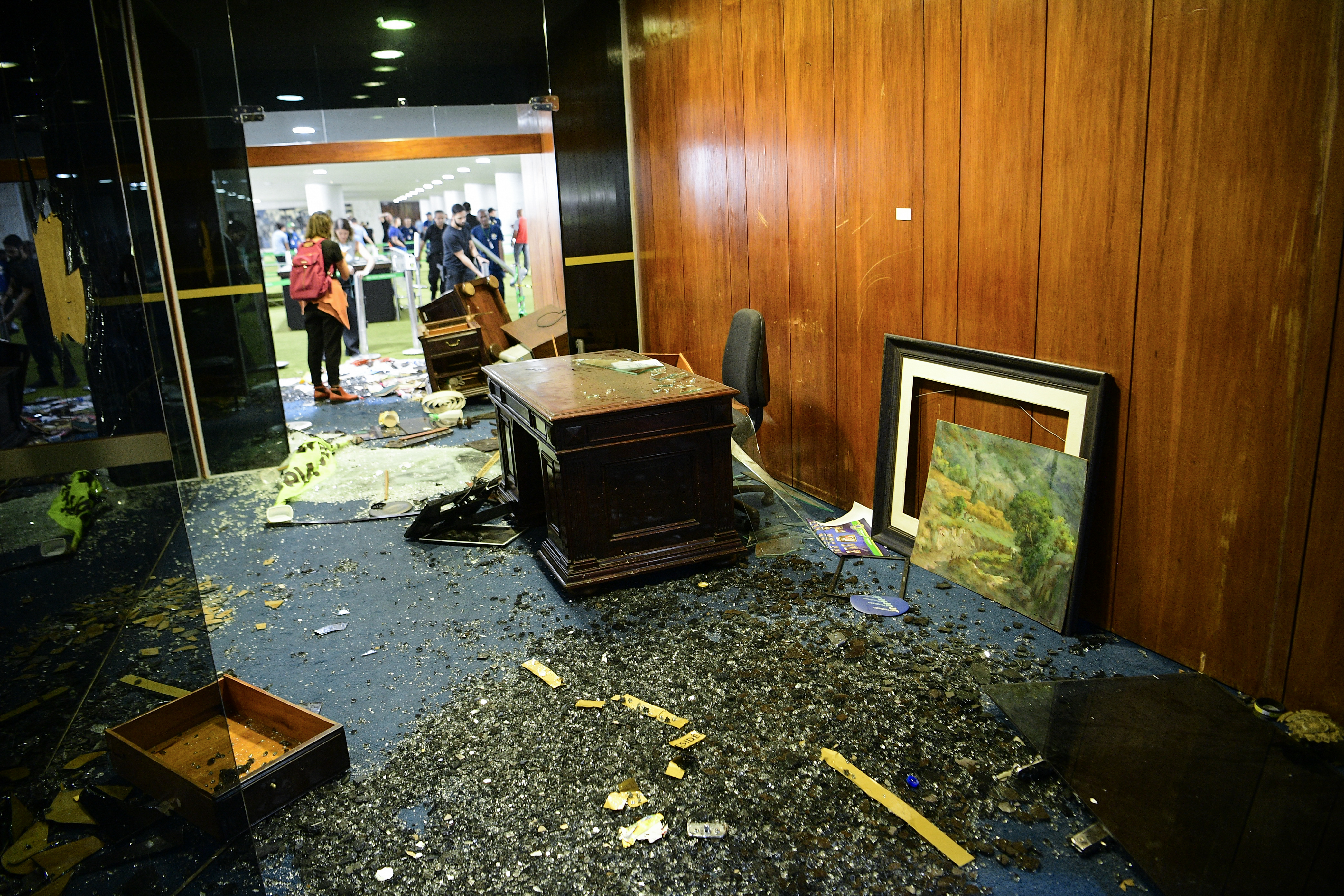
在国会中受损和版画和家具

三座被示威者占领的建筑遭到了洗劫：包括联邦最高法院的贵族厅和全体会议，国会的绿厅、蓝厅和黑厅及大厅，以及普兰托宫的贵族厅和第一夫人办公室。其他区域（诸如走廊、窗户、房间和办公室）亦难逃此劫，大量的家具、设备和其他物品被砸毁。其中更不乏被彻底毁灭者。有官员称入侵者破坏了消防栓，试图阻止他们控制火势。
除却建筑，若干艺术作品（主要为绘画和花瓶）及历史物品（如椅子、钟、地毯和桌子）在袭击中或被损坏，或被盗窃，或被毁灭。电子设备——诸如笔记本电脑、计算机、打印机和电视机亦被抗议者毁之；1988年宪法原版副本被示威者盗窃，但后来在最高院的瓦砾堆中寻获。勞工黨和社民党在国会的办公室亦被暴徒毁之。

### 电力破坏
暴动次日, 位于朗多尼亚州和巴拉那州（两者皆为博索纳罗支持者集中地）的輸電線塔皆被破坏，造成巴西輸電網路中断。最严重的是，连接伊泰普水电站与该国电网的一座电塔被拖拉机毁之。巴西国家电力监督机构表示这些地区没有发生足以破坏电网的风暴或自然灾害，引起政府官员的怀疑上述行为系博索纳罗有意为之。1月13日，圣保罗州内陆的另一座电塔被毁。不过由于有备用电路，没有发生一起停电事件。

### 法律行动
在联邦大楼清场之后，联邦区州长伊巴尼斯·罗查因被认为在处理暴动期间存在漏洞被最高法院院长亚历山大·德·莫赖斯停职九十日，后者表示襲擊「只有在公共安全和情報主管部門的同意，甚至積極參與下才能發生。」而在法庭裁決前，州長在Twitter表示，他已盡一切可能遏制襲擊。罗查另下令在24小时内清拆抗议者在军事基地外建立的营地，清理他们占领的一切道路和建筑物，并从脸书、推特、抖音上铲除博索纳罗支持者发表的一切反民主帖子。
1月9日，警方开始清理遍布全国各军事基地旁的抗议营地。在警察的支持下，士兵拆除了巴西利亚军队总部外的一个营地，该营地被袭击三权广场的人用作基地，并逮捕了约一千五百人。其中599人出于人道主义于次日获释。司法部长弗拉维奥·迪诺称他对涉嫌参与入侵的约50人发出了逮捕令。
1月10日，莫赖斯对巴西前司法和公安部长安德森·托雷斯和联邦区宪兵局长法比奥·奥古斯托·维埃拉发出逮捕令。与此同时，国会授权卢拉派兵到巴西利亚稳定局势，并任命里卡多·卡佩利为指挥官。
1月12日，总统卢拉宣布对进驻总统府的官员进行安全审查，期间博索纳罗的支持者被禁止参与工作；他认为事发时总统府中门大开，因而遭人闯入。1月13日，莫赖斯同意将博索纳罗列为事件调查对象。1月14日，巴西前司法和公安部长安德森·托雷斯从美国返回巴西后即被逮捕。1月21日，巴西总统卢拉解除阿鲁达将军的陆军总司令职务。

#### 处罚及损失
自2023年1月9日以来，巴西已提起多起诉讼，对袭击者及资助人造成之损坏要求赔偿和（或）处以罚金。巴西总检察长称骚乱期间造成经济损失超过1400万巴西里亚尔，总检察长已成功要求冻结资助袭击者的个人和公司的1850万巴西里亚尔。

## 反應

### 巴西国内
总统卢拉在推特发文谴责示威者是“法西斯分子”，行为“野蛮”，並指認博索纳罗借助社交媒体煽动支持者。他又指责联邦区公共安全事务负责人“无能、怀有恶意、不忠诚”。计划、预算与管理部部长西蒙·特贝特要求对示威者“用重典”，表示联邦宪法支持司法部和国防部“用一切合法的手段捍卫秩序、社会和民主”。清场行动结束后，卢拉回到巴西利亚，视察最高法院及总统府。
众议院主席亚瑟·里拉对袭击事件表示谴责，呼吁惩处涉案人士。副主席卢西亚诺·比瓦尔表示会向国会及总统府增派宪兵。
司法部长弗拉维奥·迪诺、联邦参议院主席罗德里戈·帕切科、副主席傑拉爾多·阿爾克明也在社交媒体谴责事件。
巴西最高级的法院发布联合声明：
|  | 巴西最高法院、高级选举法院、巴西高级法院和高级军事法院就1月8日星期日发生的严重事件公开表示愤慨，相关事件包括暴力对待共和国三大权力、公共财产被破坏。在对合法组成的政府及遭受荒谬侵犯的人士表达支持的同时，他们向巴西国民重申司法机构将始终坚定发挥保障基本权利及民主法治的作用，确保法治，保证对违法者进行全面问责。 |

博索纳罗本人通過推特表示谴责暴力袭击行为，但否认应对此事承担责任。後來又公開露面表示對事件感到遺憾。
事发第二天，巴西各地民众举行集会，以表达支持民主、反对特赦破坏分子的立场。
里约热内卢联邦大学、里约热内卢州立大学、坎皮纳斯州立大学和圣保罗大学分别发表声明，谴责暴力事件。

### 海外
美國總統、墨西哥總統、法國總統、智利总统、阿根廷总统、古巴国家主席、欧洲理事会主席、欧盟外交和安全政策高级代表均譴責了此次衝擊事件。
哥伦比亚总统古斯塔沃·佩特羅在推特上说“法西斯主义决定发动打击”。
厄瓜多尔总统称这是“对巴西民主制度的不尊重和破坏”。
美国右翼政治活动家、前特朗普政府总统顾问斯蒂芬·班农称赞参与袭击的人是“巴西自由战士”。 在2022年大选失败后，班农一直在与博索纳罗会面并为其提供建议。
中华人民共和国外交部发言人汪文斌表示，中方密切关注并坚决反对8日在巴西发生的有关暴力冲闯联邦权力机构的事件。
巴西劳工党确认阿根廷、德国、英国、法国、瑞士、西班牙、意大利、爱尔兰、加拿大、墨西哥及美国等地的海外人士应号召组织集会，对冲击事件表示抗议。